# Karooprinia
De karooprinia (Prinia maculosa) is een zangvogel uit de familie Cisticolidae.

## Verspreiding en leefgebied
Deze soort komt voor in zuidelijk Afrika en telt drie ondersoorten:
- P. m. psammophila: zuidwestelijk Namibië en westelijk Zuid-Afrika.
- P. m. maculosa: zuidelijk Namibië en centraal Zuid-Afrika.
- P. m. exultans: zuidoostelijk Zuid-Afrika en Lesotho.

## Status
De grootte van de populatie is niet gekwantificeerd maar de soort wordt omschreven als algemeen tot zeer algemeen. Op de Rode lijst van de IUCN heeft deze soort de status niet bedreigd.